# PDP–1
A PDP–1 (Programmed Data Processor-1) számítógép volt az első a PDP számítógépek sorozatában. A Digital Equipment Corporation gyártotta 1960-ban.
Mindössze 50 példány készült belőle.

## Leírás
A PDP–1 gépi szava 18 bites, alapmemóriája 4096 szót tartalmaz (ez pontosan 9 KiB 8 bites memóriának felel meg), a memória azonban 64 kiloszóig bővíthető (ez 144 KiB 8 bites memória). A rendszer belsőleg 6 bites bájtokat használt. A ferritmagos memóriaelemek átmágnesezési ideje 5 mikromásodperc (ez kb. 200 KHz-es órajelciklusnak felel meg); ennek megfelelően a számtani műveletek 10 mikromásodpercig tartottak (100 000 művelet másodpercenként), miközben két memória-hozzáférést tartalmaztak: egyet az utasításnak, egyet az operandusoknak. Az előjeles számokat egyes komplemens kódban ábrázolta. A PDP-1 számítási teljesítménye közelítőleg megfelel egy 1996-os managerkalkulátornak (pocket organizer, PDA előtti szerkezet), memóriája valamivel kevesebb.

## Utasításkészlet
A PDP-1 utasításkészlete 32 opkódot és hat utasításkód-formátumot tartalmazott. Egy című, ún. akkumulátorgép volt.

## Fennmaradt példányok és jelenlegi helyzet
Jelenleg három fennmaradt PDP–1 számítógép-példányról tudunk, mind a Számítógéptörténeti Múzeumban található (USA, Kalifornia, Mountain View). A számítógép leírása megtalálható a múzeum külön a gépnek szentelt weboldalán:  Archiválva 2012. április 15-i dátummal a Wayback Machine-ben.
A SIMH és MESS emulátorok támogatják a PDP–1 emulációt, a géphez való programok megtalálhatóak az archívumokban, pl. a bitsavers.org lyukszalaggyűjteményében: bitsavers.org, PDP-1 lyukszalaggyűjtemény.